# Friedenskirche (Wiesmoor)

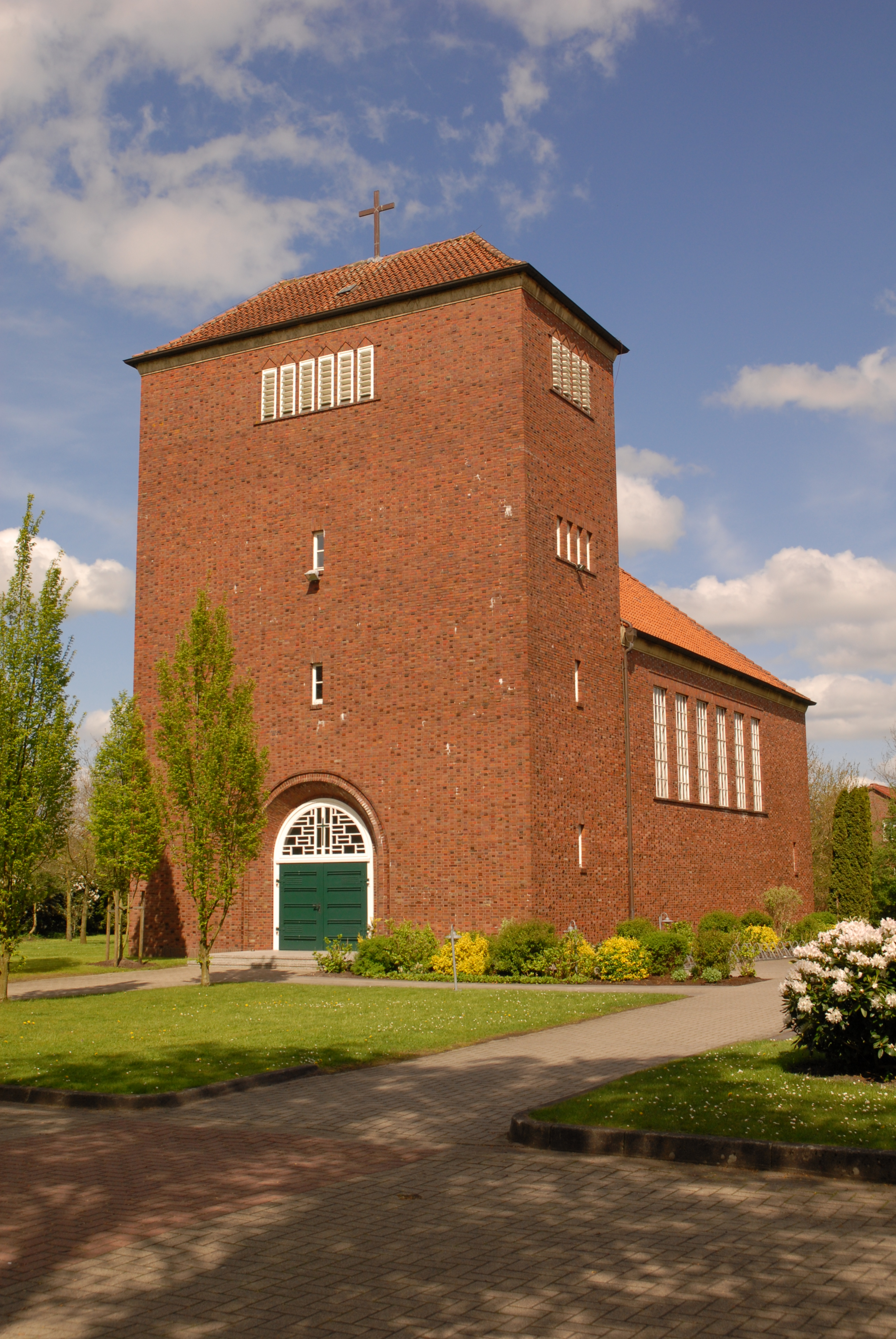
Friedenskirche Wiesmoor

Die Friedenskirche ist eine evangelisch-lutherische Kirche in Wiesmoor, Ostfriesland. Die Kirche wurde in den Jahren 1929 bis 1930 erbaut. Mit rotem Backstein und einem weiß gestrichenen Inneren ist sie sehr schlicht gehalten.

## Geschichte

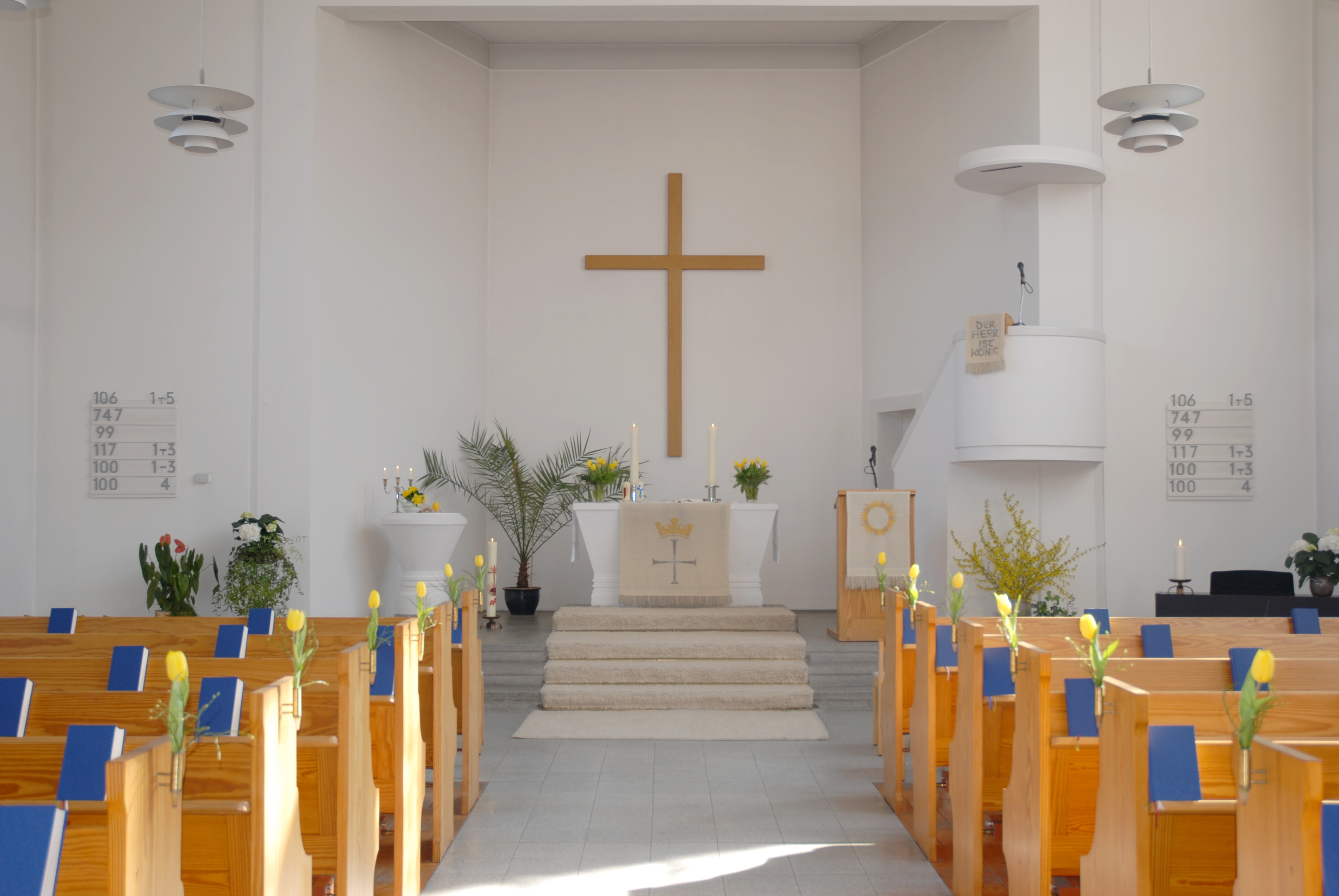
Innenausstattung in Richtung Altar

Die Geschichte der Wiesmoorer Kirche begann mit dem Bau des Nordgeorgsfehnkanals am 20. Juni 1906. Bereits vor dem Ersten Weltkrieg bestand der Plan, in Wiesmoor, das mehr und mehr ein wirtschaftlicher Mittelpunkt zu werden versprach, auch ein kirchliches Zentrum zu schaffen.
Im Jahre 1913 wurden die Gemeinden Mullberg und Wiesmoor nach Marcardsmoor eingepfarrt, das seit 1906 eine Kirche besaß. Ab 1914 hielt Pastor Janssen aus Marcardsmoor einmal im Monat Gottesdienst in der Schule Wiesmoors. Dafür wurde er mit einer Tretlore auf Schienen über das Moor geholt. Die Wiesmoorer Konfirmanden waren unverhältnismäßig großen Anstrengungen und Strapazen ausgesetzt: Sie müssen zu Fuß und im Winter auf Schlittschuhen zum Unterricht nach Marcardsmoor. Die kirchliche Versorgung Wiesmoors konnte nur auf das Allerdürftigste wahrgenommen werden. Die Bevölkerung Wiesmoors lebte infolgedessen „ohne kirchliche Sitte“. „Der Gemeinde ohne Kirche fehlt das Herz“, schrieb Pastor Janssen in seiner Chronik.
Nach langen Verhandlungen zwischen Kirche und Staat kam 1928 mit Albrecht Ahlers endlich ein Hilfsgeistlicher nach Wiesmoor. Jeden Sonntag wurde nun ein Gottesdienst in der Schule gehalten. Lehrer Halen begleitete als Organist den Gesang auf einem Harmonium. Pastor Ahlers’ Aufgabe bestand im inneren und äußeren Gemeindebau. Er trieb die Pläne zum Bau einer Kirche voran.
Am 14. Oktober 1928 fand ein Festgottesdienst zur Glockenweihe mit dem Posaunenchor und dem Jungmädchenchor statt. Zur Finanzierung hatte die Kirchengemeinde 2000 Reichsmark gesammelt; der Rest von 1000 Reichsmark wurde zunächst aus dem Fonds für den Kirchenbau gedeckt. Die Glocke wurde in ein hohes Holzgerüst gehängt, das von Arbeitern der NWK (Betreiber des örtlichen Torfkraftwerkes) auf der Wiese neben der Schule errichtet worden war. Als die Kirche später fertiggestellt wurde, konnte die Glocke in den Turm übersiedeln.
Im Jahre 1929 wurde mit dem Kirchbau begonnen. Architekt war Regierungsbaumeister a. D. J. Berck. Er beabsichtigte, ein Bauwerk zu schaffen, das neben dem Kraftwerk Wiesmoor bestehen konnte. Der Platz, auf dem die Kirche entstehen soll, wurde der Kirchengemeinde von der Regierung geschenkt. Pastor Ahlers schrieb in seiner Chronik, dass der Bauplatz der Kirche einen grauenhaften Anblick bot: 
„Es war ein Sumpfloch, in dem planlos Torf gegraben worden war. Etwas weiter südlich stand noch die Torfbank des Hochmoors, die wir erst in den kommenden Jahren abbauten. In einer Tiefe von 1,80 m war erst fester Sandboden. Bis zu dieser Tiefe musste erst entwässert und ausgeschachtet werden. Das ausgehobene Moor genügte nicht, um den Kirchplatz auszufüllen. Viel Erde musste noch hingefahren werden, bis der heutige Platz entstand. Aus dem hässlichsten Sumpfloch sollte der schönste Platz, in der verwüsteten Gegend sollte der schönste Bau aufgeführt werden. Wir hatten Mut!“
Die Kosten für den Kirchbau betrugen rund 100.000 Mark. Um sie zu decken, hatte in ganz Ostfriesland eine Hauskollekte stattgefunden, die 13.200 Mark erbrachte.
Am Ostermontag, dem 21. April des Jahres 1930, konnte der Grundstein für den Kirchbau gelegt werden. Am 30. November 1930, dem 1. Advent des Jahres 1930, wurde die Kirche mit einem Gottesdienst festlich eingeweiht. Die Orgel wurde zunächst von der Firma P. Furtwängler & Hammer in Hannover gemietet. Erst 1937 gelang es durch Fürsprache des Direktors Jan Hinrichs, von den Nordwestdeutschen Kraftwerken den fehlenden Betrag zu erhalten, der die Anschaffung einer eigenen Orgel ermöglichte. Am 31. Dezember 1930 heiratete das erste Brautpaar in der neuen Kirche. Am 18. Januar 1931 fand die erste Taufe statt. 1931 wurde Wiesmoor eine selbständige Kirchengemeinde; Pastor Ahlers wurde am 3. Mai 1931 hauptamtlicher Pastor von Wiesmoor. Am 15. März 1931 fanden die ersten Kirchenvorstandswahlen der neuen Kirchengemeinde Wiesmoor statt. 
Zum 25-jährigen Kirchenjubiläum wurden am 1. Mai 1955 zwei neue Glocken aus Bronze eingeholt. 1968 bekam die Kirche eine neue Orgel.
1977 wurde die Kirche renoviert. Dabei erhielt der ursprünglich blau gestrichene Innenraum einen warmen Braunton. Inzwischen (2012) ist der Innenraum weiß gestrichen. Über dem Altar wurde ein großer polnischer Wandteppich aufgehängt und die Bänke bequemer gemacht. Vom 16. bis 26. Mai 1980 fanden zum 50-jährigen Kirchenjubiläum ausführliche Festtage statt.

## Beschreibung

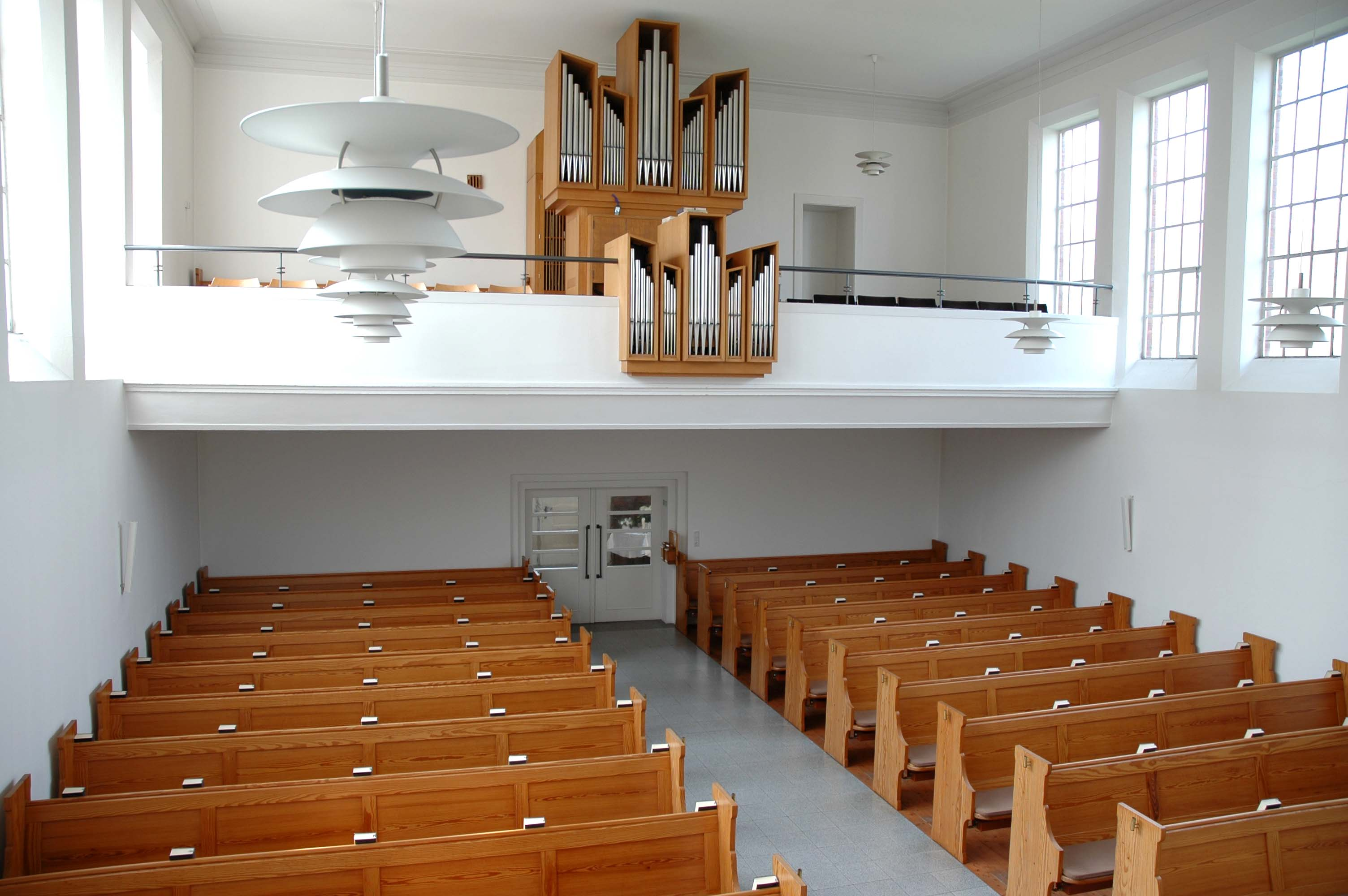
Hammer-Orgel von 1968

Die geostete Backsteinkirche ist eine Saalkirche mit Walmdach. Beherrschend ist der mächtige viergeschossige Kirchturm, der quer vor das Kirchenschiff gebaut wurde und dessen gesamte Breite einnimmt. Der Glockenturm, dessen rundbogiges Portal als Eingang in die Kirche dient, wird von einem Walmdach abgeschlossen und mit einem Kreuz bekrönt.
Der Innenraum ist flachgedeckt und wird durch je sechs rechteckige Fenster an der Nord- und Südseite, die in halber Höhe ansetzen, erhellt. Die fensterlose Ostseite weist innen eine trapezförmige Nische auf, vor der der Altar steht und an deren Rückseite ein schlichtes Holzkreuz angebracht ist. Der Altarbereich ist um drei Stufen erhöht. Links vom Altar befindet sich ein rundes Taufbecken, rechts ein Lesepult und an der Wand die Kanzel mit rundem Kanzelkorb und kleinem runden Schalldeckel. Abgesehen von dem schlichten, holzsichtigen Kirchengestühl, Orgel, Lesepult und Holzkreuz sind die anderen Einrichtungsgegenstände in Weiß gehalten, was dem Innenraum große Geschlossenheit verleiht. Der Fußboden wird durch graue Steinplatten gebildet.
Die Orgel wurde 1968 von der Orgelbaufirma Emil Hammer Orgelbau (Hannover) auf der Westempore gebaut. Das Instrument verfügt über 15 Register, verteilt auf zwei Manuale und Pedal. Das fünfachsige Rückpositiv ist eine verkleinerte Form des Hauptwerks und in die Orgelempore eingelassen, das Pedalwerk hinterständig hinter dem Hauptwerk aufgestellt.

## Kirchengemeinde
Mit der Einweihung der Kirche in Hinrichsfehn 1965 erhielt die Wiesmoorer Kirchengemeinde eine Filialkirche. Im Jahre 1987 wurde der Gemeindebezirk Hinrichsfehn zu einer selbständigen Kirchengemeinde. Infolgedessen bekommt die Wiesmoorer Kirche den Namen Friedenskirche, die Hinrichsfehner Kirche bekommt den Namen Versöhnungskirche. Im Jahre 2005 wurde das 75-jährige Jubiläum der Friedenskirche gefeiert. Seit 2006 hängt über dem Altar ein Holzkreuz – wie schon in den Anfangsjahren der Wiesmoorer Kirche.
Die Friedenskirchengemeinde ist heute in zwei Bezirke aufgeteilt, die mit anderthalb Pfarrstellen betreut werden. Nebenamtlich angestellt sind ein Organist, eine Küsterin, eine Reinigungskraft und eine Sekretärin. Über 200 weitere Personen wirken in der Friedenskirchengemeinde ehrenamtlich mit. Es gibt zahlreiche Gruppen. Es gibt viele besondere Gottesdienste für jung und alt. Schwerpunkte in der Gemeindearbeit sind die Arbeit mit Kindern und Jugendlichen und die Kirchenmusik. Zur Kirchengemeinde zählen heute rund 4.300 Mitglieder (Stand 2012).

## Pastoren
1. Pfarrstelle
- Pastor Albrecht Ahlers: 1928–1968
- Pastor Klaus-Peter Urban: 1969–2003
- Pastor Stefan Wolf: 2004–2021
- Pastorin Eva Ceasar: 2021– bis jetzt
- Pastor Quinton Ceasar: 2021– bis jetzt

2. Pfarrstelle:
- Pastor Armin Reitz: 1996–2006
- Pastorin Anne Ulferts-Tatjes: 2002–2017
- Pastorin Sabine Bohlen: 2017– bis jetzt